# تشال شير (زلاغي الغربي)
تشال شیر (بالفارسية: چالشیر) هي قرية تقع في إيران في قسم زلاغي الغربي الریفي. يقدر عدد سكانها بـ 85 نسمة بحسب إحصاء 2016.